# Geografia de Liechtenstein

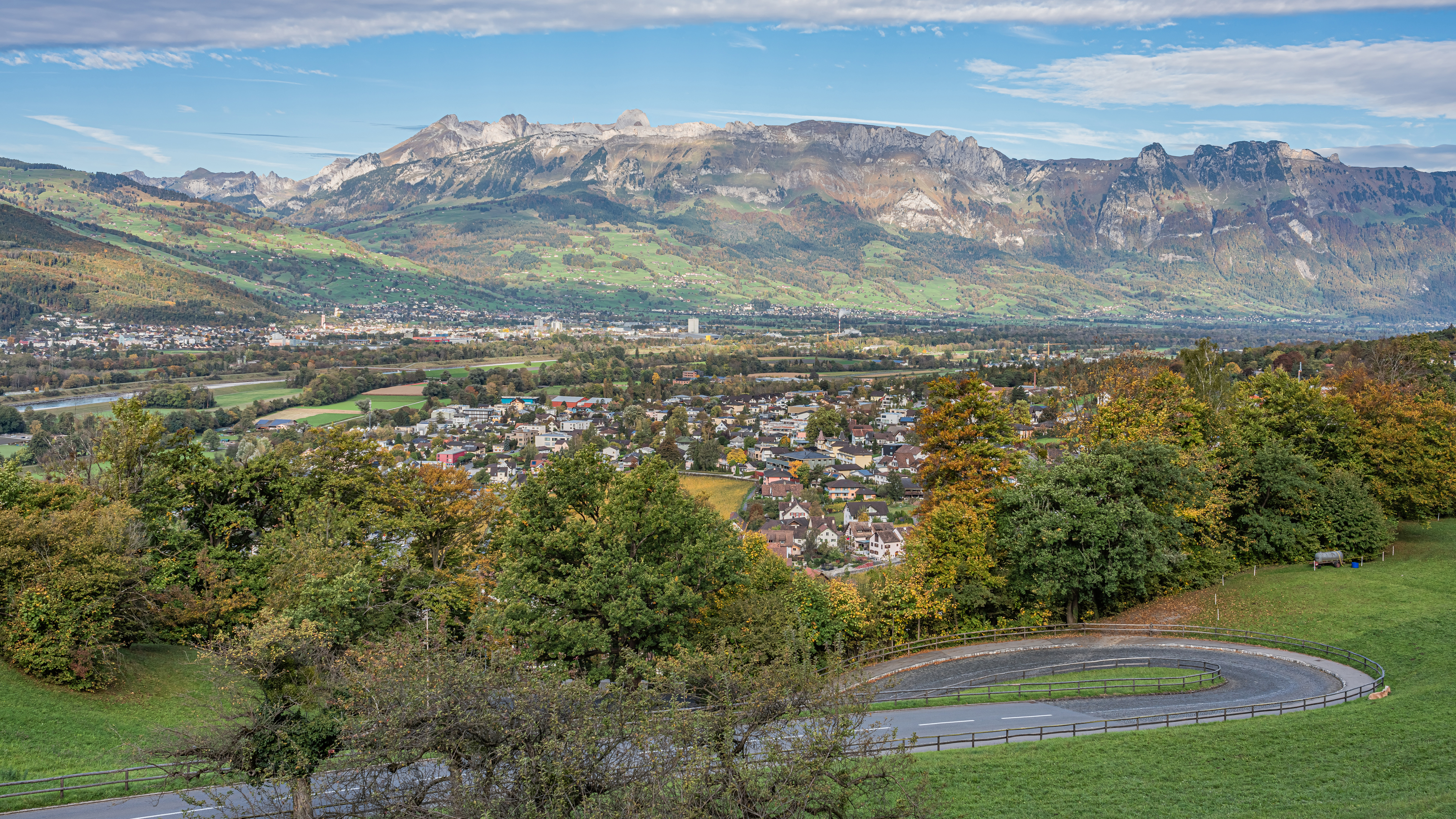
Centro financeiro de Vaduz, a capital do país.

O Liechtenstein é um micro-estado situado na Europa Central, fronteiro à Áustria e à Suíça. A sua capital é Vaduz, cidade esta que representa também uma das onze comunas em que o país se divide. As suas coordenadas geográficas são 47°10′N, 9°32′E. Tem uma área equivalente a 161 km², incluindo os poucos rios que passam pelo seu território até às fronteiras. A sua linha de fronteira compreende cerca de 76 km, sendo que a linha de fronteira com a Áustria mede 35 km e com a Suíça equivale a 41 km. O Liechtestein tem uma superfície cerca de 576 vezes menor que a de Portugal.
O Liechtenstein ratificou a Convenção das Nações Unidas sobre o Direito do Mar.
O clima é alpino, continental, com rigorosos Invernos, com fortes chuvas, céu nublado e abundância de nevões, e temperados Verões, com céu nublado (frequentemente), húmidos, habituais na região. Apesar da sua localização alpina, o vento predominante é o vento de sul, o que torna o clima mais ameno. No Inverno, podem, no local, praticar-se vários desportos, como o esqui, entre outros. É, aliás, nesta estação do ano, que o país se torna uma referência turística na Europa.
O território é, obviamente, montanhoso, na sua maioria. A parte ocidental do território é compreendida pelo Vale do Reno superior. O restante é dominado pelo maciço de Rätikon, nos Alpes Centrais, cuja altitude máxima é 2.438 metros. 
Quase todos os rios do país desaguam no Reno, o mais importante dos quais é o Saminatol. A terra irrigada forma uma pequena parte do território, visto que não existem muitos rios no território. Segundo dados de 1993, terreno cultivado compreende 24% do território liechtensteinense, os pastos permanentes representam 16%. Mais de um terço (35%) da superfície do país está coberta por florestas e bosques, onde predominam faias e carvalhos nas zonas baixas e coníferas nas vertiginosas escarpas dos montes. O restante representa 25%, e inclui as urbes. No que toca aos recursos naturais, o país alpino tem um grande potencial eólico e hidroeléctrico e um terreno propicio ao cultivo e ao pasto.
O ponto mais elevado é o monte Grauspitz, que atinge os 2599 metros de altitude.

## Hidrografia
A maioria do território é constituída por terra e, estando encravado nos Alpes, não tem costa e assim também não tem possessões maritímas algumas. A terra irrigada forma uma pequena parte do território, visto que não existem muitos rios no território. 
O maior rio do Liechtenstein é o rio Reno, tanto a nível de caudal, largura e comprimento. Este serve, em alguns locais, como fronteira natural com a Suíça, por exemplo em Triesen. Mas o segundo maior rio do país e o maior nascente em território liechtensteinense é o Rio Samina ou Saminatol. No local, denominado por Saminabach, o rio tem a sua nascente nos Alpes, desce até a um vale do mesmo nome, o Vale de Samina, e estende-se até à Áustria.

## Problemas ambientais
Quanto a problemas ambientais, estes não constam na actualidade do país. O país associou-se a 13 organismos, protocolos e associações que lutam em prol do ambiente, entre elas a Convenção sobre Diversidade Biológica, a Convenção-Quadro das Nações Unidas sobre a Mudança do Clima, a CITES, o Protocolo de Montreal, a Convenção de Ramsar, a Convenção das Nações Unidas sobre o Direito do Mar e o célebre Protocolo de Quioto.